# New In Chess Classic
New In Chess Classic là giải đấu thứ 5 và là giải Thường thứ 3 của tour giải cờ nhanh trị giá hơn 1,6 triệu đô la Meltwater Champions Chess Tour 2021. Tổng số tiền thưởng của giải đấu là 100.000$.

## Thể thức
Giống như các giải đấu khác trong chuỗi giải đấu này, New In Chess Classic chơi theo thể thức cờ nhanh, mỗi ván đấu 15 phút + 10 giây tích lũy. Mỗi giải gồm 16 kỳ thủ (riêng giải Airthings Masters gồm 12 kỳ thủ), thi đấu vòng bảng vòng tròn một lượt chọn ra 8 kỳ thủ đánh loại trực tiếp.
Ở vòng loại trực tiếp, việc phân cặp theo thứ tự vòng bảng: 1-8 và 4-5 chung nhánh bán kết, 2-7 và 3-6 nhánh còn lại. Mỗi trận đấu gồm 2 trận đấu nhỏ, mỗi trận đấu nhỏ có 4 ván cờ nhanh. Ở trận đấu nhỏ, nếu ai đạt được từ 2½ điểm trở lên được tính là thắng, nếu hòa 2–2 tính là hòa. Kết quả trận đấu là kết quả 2 trận đấu nhỏ. Nếu hai trận đấu nhỏ có kết quả hòa (hòa cả hai trận hoặc mỗi người thắng một trận) thì sẽ có hai ván cờ chớp 5 phút + 3 giây để phân định thắng thua. Nếu sau hai ván cờ chớp vẫn hòa sẽ có một ván Armageddon: bên trắng có 5 phút, bên đen 4 phút nhưng hòa thì đen thắng. Người có thứ hạng cao hơn ở vòng bảng sẽ được chọn màu quân ở ván đấu này.
Các giải đấu đều thi đấu trên nền tảng Chess24.com, là một trong những trang web hàng đầu về cờ vua mà công ty của vua cờ Magnus Carlsen đã sở hữu trước đó.

## Lịch thi đấu
| Vòng (giai đoạn)                | Thời gian                    |
| ------------------------------- | ---------------------------- |
| Cả giải đấu                     | 24 tháng 4 - 2 tháng 5, 2021 |
| Vòng bảng                       | 24, 25 và 26 tháng 4, 2021   |
| Vòng tứ kết                     | 27 và 28 tháng 4, 2021       |
| Vòng bán kết                    | 29 và 30 tháng 4, 2021       |
| Chung kết và Trận tranh hạng ba | 1 và 2 tháng 5, 2021         |

## Vòng bảng
Do trùng với Giải đấu Ứng viên 2020–21 nên 4 kỳ thủ gồm ba kỳ thủ trong top 8 tour đấu Giri, Vachier-Lagrave, Nepomniachtchi (tham dự) và kỳ thủ do khán giả bình chọn Dubov (bình luận) vắng mặt. Cả 5 kỳ thủ trong top 8 dự giải đều vượt qua vòng bảng. Trong 3 kỳ thủ còn lại thì Mamedyarov và Quang Liêm lần đầu tiên vào tứ kết. Carlsen tiếp tục nhất vòng bảng, lặp lại điểm số 10½ của giải trước đó, lập kỷ lục tour đấu cách biệt 1 điểm với người xếp sau.
| TT | Kỳ thủ                       | Elo  | Thắng | Hòa | Thua | Điểm | Đối đầu | Ván thắng |
| -- | ---------------------------- | ---- | ----- | --- | ---- | ---- | ------- | --------- |
| 1  | Magnus Carlsen               | 2881 | 6     | 9   | 0    | 10½  |         |           |
| 2  | Hikaru Nakamura              | 2829 | 4     | 11  | 0    | 9½   | 1       |           |
| 3  | Shakhriyar Mamedyarov        | 2761 | 7     | 5   | 3    | 9½   | 0       |           |
| 4  | Wesley So                    | 2741 | 6     | 6   | 3    | 9    | ½       | 6         |
| 5  | Levon Aronian                | 2778 | 4     | 10  | 1    | 9    | ½       | 4         |
| 6  | Alireza Firouzja             | 2703 | 6     | 5   | 4    | 8½   | 1       | 6         |
| 7  | Lê Quang Liêm                | 2744 | 5     | 7   | 2    | 8½   | 1       | 5         |
| 8  | Teimour Radjabov             | 2758 | 3     | 11  | 1    | 8½   | 1       | 3         |
| 9  | Leinier Dominguez            | 2786 | 4     | 8   | 3    | 8    |         |           |
| 10 | Aryan Tari                   | 2531 | 5     | 4   | 6    | 7    | 2½      |           |
| 11 | Vidit Santosh Gujrathi       | 2636 | 3     | 8   | 4    | 7    | 2       |           |
| 12 | Rameshbabu Praggnanandhaa    | 1781 | 4     | 6   | 5    | 7    | 1½      |           |
| 13 | Jan-Krzysztof Duda           | 2774 | 5     | 4   | 6    | 7    | 0       |           |
| 14 | Sergey Karjakin              | 2709 | 3     | 7   | 5    | 6½   |         |           |
| 15 | Gawain Jones                 | 2615 | 1     | 4   | 10   | 3    |         |           |
| 16 | Johan-Sebastian Christiansen | 2521 | 0     | 3   | 12   | 1½   |         |           |

## Vòng loại trực tiếp
Trận chung kết giải này là một trong những trận đấu xem nhiều nhất của tour giải. Carlsen lần đầu vô địch một giải của tour sau khi thắng Nakamura ở chung kết.
|  | Tứ kết | Tứ kết                | Tứ kết | Tứ kết          | Tứ kết |   |                       | Bán kết | Bán kết               | Bán kết | Bán kết | Bán kết |                       |                       | Chung kết             | Chung kết             | Chung kết             | Chung kết | Chung kết |  |
|  |        |                       |        |                 |        |   |                       |         |                       |         |         |         |                       |                       |                       |                       |                       |           |           |  |
|  | 1      | Magnus Carlsen        | 2      | 2½              |        |   |                       |         |                       |         |         |         |                       |                       |                       |                       |                       |           |           |  |
|  | 1      | Magnus Carlsen        | 2      | 2½              |        |   |                       |         |                       |         |         |         |                       |                       |                       |                       |                       |           |           |  |
|  | 8      | Teimour Radjabov      | 2      | 1½              |        |   |                       |         |                       |         |         |         |                       |                       |                       |                       |                       |           |           |  |
|  | 8      | Teimour Radjabov      | 2      | 1½              |        | 1 | Magnus Carlsen        | 2       | 3                     |         |         |         |                       |                       |                       |                       |                       |           |           |  |
|  |        |                       |        |                 |        | 1 | Magnus Carlsen        | 2       | 3                     |         |         |         |                       |                       |                       |                       |                       |           |           |  |
|  |        |                       | 5      | Levon Aronian   | 2      | 1 |                       |         |                       |         |         |         |                       |                       |                       |                       |                       |           |           |  |
|  | 5      | Levon Aronian         | 5      | Levon Aronian   | 2      | 1 | 3                     | 2       |                       |         |         |         |                       |                       |                       |                       |                       |           |           |  |
|  | 5      | Levon Aronian         |        |                 |        |   |                       |         |                       |         |         |         |                       |                       |                       |                       |                       |           |           |  |
|  | 4      | Wesley So             | 1      | 1               |        |   |                       |         |                       |         |         |         |                       |                       |                       |                       |                       |           |           |  |
|  | 4      | Wesley So             | 1      | 1               |        | 1 | Magnus Carlsen        | 3       | 2                     |         |         |         |                       |                       |                       |                       |                       |           |           |  |
|  |        |                       |        |                 |        |   |                       |         |                       |         |         |         |                       |                       |                       |                       |                       |           |           |  |
|  |        |                       | 2      | Hikaru Nakamura | 1      | 2 |                       |         |                       |         |         |         |                       |                       |                       |                       |                       |           |           |  |
|  | 3      | Shakhriyar Mamedyarov | 2      | Hikaru Nakamura | 1      | 2 | 3                     | 2½      |                       |         |         |         |                       |                       |                       |                       |                       |           |           |  |
|  | 3      | Shakhriyar Mamedyarov |        |                 |        |   | 3                     | 2½      |                       |         |         |         |                       |                       |                       |                       |                       |           |           |  |
|  | 6      | Alireza Firouzja      | 1      | ½               |        |   |                       |         |                       |         |         |         |                       |                       |                       |                       |                       |           |           |  |
|  | 6      | Alireza Firouzja      | 1      | ½               |        | 3 | Shakhriyar Mamedyarov | 1       | 3                     | 1       |         |         | Tranh huy chương đồng | Tranh huy chương đồng | Tranh huy chương đồng | Tranh huy chương đồng | Tranh huy chương đồng |           |           |  |
|  |        |                       |        |                 |        | 3 | Shakhriyar Mamedyarov | 1       | 3                     | 1       |         |         |                       |                       |                       |                       |                       |           |           |  |
|  |        |                       | 2      | Hikaru Nakamura | 3      | 0 | 2                     |         |                       |         |         |         |                       |                       |                       |                       |                       |           |           |  |
|  | 7      | Lê Quang Liêm         | 2      | Hikaru Nakamura | 3      | 0 | 2                     | 1½      | 1                     |         |         |         | 5                     | Levon Aronian         | 2                     | ½                     |                       |           |           |  |
|  | 7      | Lê Quang Liêm         |        |                 |        |   |                       |         |                       |         |         |         | 5                     | Levon Aronian         | 2                     | ½                     |                       |           |           |  |
|  | 2      | Hikaru Nakamura       | 2½     | 2               |        |   |                       | 3       | Shakhriyar Mamedyarov | 2       | 2½      |         |                       |                       |                       |                       |                       |           |           |  |

## Kết quả chung cuộc
| Thứ hạng | Kỳ thủ                | Điểm | Tiền thưởng |
| -------- | --------------------- | ---- | ----------- |
| Vô địch  | Magnus Carlsen        | 50   | 30.000$     |
| Á quân   | Hikaru Nakamura       | 33   | 15.000$     |
| Hạng ba  | Shakhriyar Mamedyarov | 21   | 8.500$      |
| Hạng tư  | Levon Aronian         | 14   | 6.500$      |